# エンリル・ニラリ
エンリル・ニラリ（Enlil-nirari、「エンリル神は我を助ける」）はアッシリアの王。在位期間は前1330年-前1319年（または前1317年-前1308年低年代説）であり、中アッシリア時代（前1365年-前1050年）に相当する。彼はアッシュール・ウバリト1世の息子であり、またリンム（エポニム、紀年官）職を保持していたことが特定できる最初の王である。

## 来歴
エンリル・ニラリはアッシリアの首都アッシュール市（現在のカルアト・シェルカートの遺丘。ティグリス川沿いにある。）において、都市を囲む市壁のうち老朽化した「職人の門（the Craftsman’s Gate）」から「羊の門（the Sheep Gate）」までの部位を修復したことを粘土釘の記録に残している。彼は将来の修復作業において自信の碑文が保存されることを願って祈りを捧げた。
エンリル・ニラリの姉妹、Muballiṭat-Šērūaはカッシート（バビロニア）の王ブルナ・ブリアシュ2世に嫁いでおり、彼女の子（すなわちエンリル・ニラリの甥）であるカラ・ハルダシュとクリガルズ2世は後にバビロンの王位を継承することになる。カラ・ハルダシュの治世は反乱によって終わったが、短期間のうちにアッシュール・ウバリト1世率いるアッシリア軍によって鎮圧され、間もなくクリガルズ2世が王位につけられた。このころ、カッシート朝とアッシリアの間で反物や奉納用装飾品が交換された記録が残っている。
アッシリアとクリガルズ2世の間の緊密な関係にもかかわらず、アッシリア王となったエンリル・ニラリは、アッシリアとバビロニアの境界を巡ってカッシート朝でも最も好戦的な王に成長したクリガルズ2世と戦うことになる（スガクの戦い）。現存する二つの年代記がこの戦いの結果について矛盾した記録を残している。アッシリアで作られた年代記はスバルトゥのシャシリ（Shasili）の地を分割したことを述べている。スバルトゥはアッシリアの北東にあり、当時はアッシリアの属国であると考えられていたと見られる。また、保存状態が良くない年代記の断片の記録では、キリズィ（Kilizi）という場所で2度目の戦いがあったことを記録している。この2度目の戦いは恐らくアッシリアのリンム、シリ・アダド（Silli-Adad）の年に発生した。キリズィは現代のモースル市から遠くないQasr Shamamokにある地方都市であった。
エンリル・ニラリは王族死亡時のための非常に具体的な指示を残している。王族が死亡した時、もしエンリル・ニラリが王宮を出立してから僅かな時間しか経過していない場合、封印した連絡文を送付しなければならないが、より遠くにいた場合には宮殿の妻が決められた通りに嘆き悲しむこととされ、連絡文は不要とされた。また、head-stewardの同意を得ることなくこの報せを広めようとした者には人体の一部（解読不能、舌？）を切断する危険を負うという警告が出された。